# Kildare (grevskap)
Kildare (iriska: Cill Dara) är ett grevskap på Irland.
Huvudort är Naas och den äldsta staden är Kildare. Den östligaste delen av grevskapet har haft en stark befolkningsökning under 1990-talet. Det mest extrema exemplet är Sallins, en förort till Naas som under denna perioden haft en sexdubbling av invånarantalet.

## Städer och samhällen
- Athy
- Celbridge
- Kilcock
- Kildare
- Kill
- Leixlip
- Maynooth
- Monasterevan
- Naas
- Newbridge
- Sallins